# Backwater Blues
Backwater Blues är ett album med Thomas Arnesen Trio som gavs ut 1995 av Sittel Music.

## Låtlista
1. Backwater Blues - Thomas Arnesen, Sittel Music
2. Softly As In A Morning Sunrise - Sigmund Romberg, Oscar Hammerstein II, Warner/Chappel Music Scand
3. Duck Duck Doogie - Thomas Arnesen, Camp Music Corp
4. Goodbye Porkpipe hat - Charles Mingus, Jazz-Workshop
5. With Li On The Beach - Thomas Arnesen, Sittel Music
6. With All Due Respect - Thomas Arnesen, Sittel Music
7. Mr Pea's Peace Piece - Thomas Arnesen, Sittel Music
8. All The Things You Are - Jerome Kern, Oscar Hammerstein II, Reuter-Reuter
9. Stella By Starlight - Ned Washington, Victor Young, Gehrmans
10. Out Strollin - Thomas Arnesen, Sittel Music
11. Walk On Joel - Thomas Arnesen, Sittel Music
12. Concerning Your Last Letter - Thomas Arnesen, Sittel Music

## Musiker
Thomas Arnesen - gitarr
Anders Widmark - piano (2,4,8)
Hans Backenroth - bas
Egil Johansen - trummor
Anders Johansson - gitarr
John Högman - sax (3,8)
...